# 114829 Chierchia
114829 Chierchia è un asteroide della fascia principale. Scoperto nel 2003, presenta un'orbita caratterizzata da un semiasse maggiore pari a 2,6116368 au e da un'eccentricità di 0,1815849, inclinata di 13,11501° rispetto all'eclittica.
L'asteroide è dedicato al matematico italiano Luigi Chierchia.